# 前田翔
前田 翔（まえだ しょう、1999年4月30日 - ）は、ジャパンラグビーリーグワンコベルコ神戸スティーラーズに所属するラグビーユニオン選手。

## プロフィール
- 大阪府出身[1]。
- ポジションはプロップ(PR)。
- 身長 180 cm、体重 108 kg
- U20日本代表に選ばれたことがある[2]。

## 略歴
2018年、東海大仰星高校(現・東海大仰星大阪高校)卒業後、東海大学に入学。
2021年、東海大学体育会ラグビーフットボール部のFWリーダーに就任。
2022年、コベルコ神戸スティーラーズに加入。同年4月9日に行われたJAPAN RUGBY LEAGUE ONE第12節グリーンロケッツ東葛戦にて途中出場で公式戦初出場を果たした。
2024年、マナワツ・ターボスに加入。